# 阿貴溪遊記
《阿貴溪遊記》是由馬特·伯內特和賓·萊文為卡通頻道創作的美國動畫電視連續劇。該劇的試播集於2017年11月1日直接在電視上首播。該劇於2018年2月19日線上首播，並於2018年3月30日舉行雙首播活動。
2021年2月17日，該劇續訂第四季，並於2021年10月25日首播。2022年1月19日，該劇續訂第五季，並於2023年7月10日首播。此外，還有一部衍生片《傑西卡的大小世界》，和一部名為《Craig Before the Creek》的原創電影，亦相繼已發布。
2022年10月，華納兄弟探索宣布該系列第五季將被削減一半。2022年12月，宣布該劇的最後一集已經寫好，第五季亦被刪減七集；然而，據宣布，第五季的後半部分將成為該系列的第六季，也是最後一季，於2024年6月1日開始播出。
該系列獲得了評論家的積極評價。其友誼、多樣性和LGBT代表性的主題吸引了廣泛的粉絲群。

## 概要
在馬里蘭州巴爾的摩-特區虛構的郊區赫克爾頓鎮，一個名叫克雷格·威廉姆斯(俗稱“阿貴”)的男孩和他的兩個朋友凱爾西·波科利和“J.P.”默瑟 (俗稱“傑P”)在這條同名小溪中進行了許多冒險，一個被描述為未馴服的荒野中的兒童烏托邦。在這裡，不同孩子們的群體統治著各種樹堡和越野車坡道。

## 角色

### 主要角色
- 克雷格·威廉斯（由菲利普·所羅門配音）—一個10 歲男孩，喜歡和他的朋友凱爾西和J.P在小溪里玩耍。當其他孩子遇到困難時，他總是盡力幫助他們。他扮演了一名製圖師的角色，不斷地對他的小溪詳細地圖進行補充。
- 凱爾西·波科利（由喬吉·基德配音（試播集；第1季第1-3集），諾埃爾·威爾斯（英语：Noël Wells）（第1季第4集至今））—一個擁有薑黃頭髮的9歲女孩，是克雷格的親密朋友之一，總能看到她穿著紫色斗篷，並養了一隻名叫莫蒂莫的寵物虎皮鸚鵡（她認為是一隻獵鷹），她通常把這隻寵物放在她的頭頂上。由她的單親父親撫養長大，是位猶太裔女同志。
- 「J.P.」默瑟（由H·邁克爾·克羅納配音）—一個身材高大的11歲男孩，也是克雷格的密友之一。 他穿著一件超大的紅色曲棍球球衣。雖然他並不聰明，但他富有想像力，對周圍的人也很友善。他很容易弄髒自己並受傷。“J.P.”是John Paul的縮寫。

### 克雷格的家人
- 傑西卡·威廉斯（由達瑪布朗（試播集）和露西婭·坎寧安配音）—克雷格6歲的妹妹，通常喜歡透過大聲描述自己的行為來控制一切。 就她的年齡而言，她非常聰明，注重細節，並且已經表現出對股票市場的興趣。
- 伯納德·威廉斯（由菲爾·拉馬爾配音）—克雷格的聰明、嚴肅、有時甚至勢利的十幾歲哥哥。他瞧不起克雷格和他在小溪裡的冒險。他普迷於取得好成績並進入常春藤盟校學校。他重視愛情和家庭作業的重要性。
- 杜安·威廉斯（由泰瑞·克魯斯配音）—克雷格的善解人意的父親，他是一名電腦程式設計師。他有時會和克雷格一起玩復古電子遊戲。他喜歡爸爸笑話。
- 妮可·威廉斯（由金伯利·赫伯特·格雷戈里（英语：Kimberly Hébert Gregory）配音）—克雷格慈愛的母親，擔任學校輔導員（英语：School counselor），非常關心她的孩子。她畢業於霍華德大學。
- 厄爾·威廉斯（由拉馬爾（試播集）和菲爾·莫里斯 (演員)（英语：Phil Morris (actor)）配音）—克雷格的祖父和杜安的父親。
- 喬喬·威廉斯（由桑德拉·麥克萊恩配音）—克雷格的祖母和杜安的母親，她是市議員，也是20世紀60年代的民權活動家。

## 集數
| 季數   | 集数   | 集数   | 首播日期       | 首播日期       |
| 季數   | 集数   | 集数   | 首映           | 季终           |
| ------ | ------ | ------ | -------------- | -------------- |
| 試播集 | 試播集 | 試播集 | 2017年12月1日  | 2017年12月1日  |
| 1      | 40     | 40     | 2018年3月30日  | 2019年3月11日  |
| 2      | 40     | 40     | 2019年3月18日  | 2020年6月11日  |
| 3      | 40     | 40     | 2020年6月21日  | 2021年7月2日   |
| 4      | 40     | 40     | 2021年10月25日 | 2023年5月29日  |
| 5      | 10     | 10     | 2023年7月10日  | 2023年7月14日  |
| 電影   | 電影   | 電影   | 2023年12月11日 | 2023年12月11日 |
| 6      | 10     | 10     | 2024年6月1日   | 2025年1月25日  |

## 製作

### 發展
批准公告於2017年3月30日與《蘋果和洋蔥》和《夏令營奇幻島》等其他節目一起公開。馬特·伯內特還在他的推特帳號上表示，他和他的團隊最近在那個時候開始了製作。
2021年8月，特拉梅爾告訴《內幕公司》，該劇的寫作室擠滿了40多人，“他們都有不同的背景和不同的經歷，他們都願意分享這些經驗。他還表示，該節目與寫作室中只有一個有色人種的節目不同，並表示由於他們的寫作室是開放的，“永遠不會感覺你是唯一的代表。””

### 配樂
該節目的配樂由擅長斯卡流派的傑夫·羅森斯托克創作。賓·萊文和馬特·伯內特都是斯卡流派的粉絲，這就是他們希望羅森斯托克擔任這份工作的原因。

### LGBT呈現
2018年4月，兩名女同性戀角色得到確認。在她們首次出現在〈詛咒〉中，塔比莎拒絕上大學，並想和考特尼共度時光。考特尼臉紅了，最後他們牽著手了。在〈鬧鬼的玩具屋〉中，他們對彼此產生了感情，並以他們接吻證實了這一點。
2019年12月，確認該劇有一個非二元角色，名叫Angel José。他們的配音演員安吉爾·洛倫扎納 (英語：Angel Lorenzana)也使用“他們/他們”代名詞，也是該節目的無性別故事板藝術家，證實了這一點。在後來的推文中，他們補充說，他們的「卡通身份」在自己之前使用了他們/他們，向節目工作人員大聲喊叫，並表示雖然這只是對LGBTQ+ 代表性的一個小小的貢獻，但他們希望「粉絲們知道這一點可以感到安慰」在該劇的每一集中，還有非二元性別的人在幕後工作」。有些人稱讚該劇非二進製字符的數量，並將其與《史蒂芬宇宙》中“非二進製字符”的明顯數量進行比較，其中每個寶石人都是“非二元”的 (儘管寶石人在生物學上是無性別的，並且全部使用女性代名詞)。
其他LGBTQ角色也出現在劇中，例如J.P.出櫃的女同性戀姐姐勞拉 (英語：Laura)。在〈Jextra Perrescial〉一集中，她與一個名叫凱特的女孩有同性關係。勞拉由公開的女同性戀喜劇演員福瓊·費姆斯特配音。Raj和Shawn，來自附近社區的Honeysuckle Rangers，在幾集中都暗示彼此有感覺。Raj由公開同性戀演員帕維什·奇納配音。另外，在〈小溪表弟〉一集中，茉莉告訴她的表弟“我正在給我女朋友發短信，別多管閒事。”
第四季影集〈火與冰〉聚焦在凱爾西和史塔克斯的關係，他們互相承認了彼此的愛。在第四季的另一集〈銀拳歸來〉結尾，竊賊貓 (秘密守護者)被揭露是同性戀，並且迷戀茶會成員喬治。喬治臉紅了，約他出去，他接受了，他們正式成為情侶。秘密守護者由非二元演員科爾·埃斯科拉配音。

## 播放情況

### 發行
2019年7月15日，宣布該劇續訂第三季，並於2020年6月21日首播。後來於2021年2月17日續訂第四季，並於2021年10月25日首播，而第五季於2022年1月19日播出，並於2023年7月10日首播。2022年10月，華納兄弟探索宣布第五季將削減一半。2022年12月，宣布該劇已完成製作，並從第五季中刪除了七集。
2022年5月2日，該節目也開始在卡通頻道的姊妹頻道 迴旋鏢上重播。
該劇於2022年10月26日離開迴旋鏢，連同《少年悍將GO！》、《阿甘妙世界》和《Total DramaRama》，因為這些節目仍在卡通頻道上播出。

### 國際轉播
該劇於2018年5月3日在加拿大的Teletoon上首次國際首播。在歐洲和拉丁美洲的大多數國家，該節目在卡通頻道上播出。

## 家居媒介
| 季   | 季    | 季   | 集數 | 發行日期                                                                                |
| 季   | 季    | 季   | 集數 | 美國                                                                                    |
| ---- | ----- | ---- | ---- | --------------------------------------------------------------------------------------- |
|      | 1     | 2019 | 13   | 2019年3月19日 劇集: "Itch To Explore" – "Lost in the Sewers"                            |
|      |       |      |      |                                                                                         |
| 澳洲 |       |      |      |                                                                                         |
|      | 1 – 3 | 2021 | 120  | 第1至3季DVD:2021年10月6日 劇集: "Itch To Explore" – "Capture the Flag Part 5: The Game" |

## 迴響

### 評價回應
該系列受到評論家的正面評價。《衛報》的道格沃倫 (英語：Doug Wallen)寫道：「該劇與《藍髮女孩進城記》和《妙妙犬布麗》等當前動畫節目完美地融合在一起。隨著人們不斷觀看，它會變得更加可愛，這在一定程度上要歸功於精明的流行文化參考和重複場景可能是巴爾的摩/華盛頓特區的虛構版本，但茂密的森林、充滿冒險的背景可能在任何地方，無論你是誰或正在經歷什麼，逃離總是只是這樣。」
「Blacknerdproblems.com」的奧馬爾·霍爾蒙 (英語：Omar Holmon)表示，該節目「重新審視了孩子們利用想像力的感覺。誰知道在沒有網路連線的情況下你仍然可以使用其中一個？在這個艱難的時期，我對“阿貴溪遊記”充滿信心。
Common Sense Media的艾米麗·阿什比 (英語：Emily Ashby)稱該系列劇“有吸引力”，其中包含“肯定的信息”。她還認為該系列反覆出現的主題是「創造力、歡樂、冒險、個性和自我發現」。

### 獎項和提名
| 年度 | 獎項                   | 類別                          | 提名者                                                                                             | 結果 | 參考資料 |
| ---- | ---------------------- | ----------------------------- | -------------------------------------------------------------------------------------------------- | ---- | -------- |
| 2018 | Common Sense Media     | Common Sense Seal             | 整個系列                                                                                           | 獲獎 |          |
| 2019 | 安妮獎                 | 動畫電視/廣播製作傑出寫作成就 | 集數:"Escape From Family Dinner" (馬特·伯內特、班·萊文、肖娜·麥克加里、傑夫·特拉梅爾、蒂芙尼·福特) | 提名 |          |
| 2020 | 日間艾美獎             | 傑出兒童動畫系列              | | 提名 |          |
| 2021 | 同志媒體獎             | 傑出兒童與家庭節目            | | 提名 |          |
| 2021 | 日間艾美獎             | 傑出兒童動畫系列              | | 提名 |          |
| 2021 | 有色人種進步協會形象獎 | 傑出兒童節目                  | | 提名 |          |
| 2023 | 第34屆同志媒體獎       | 傑出兒童與家庭節目 - 動畫     | | 提名 |          |
| 2024 | 第35屆同志媒體獎       | 傑出兒童與家庭節目 - 動畫     | | 提名 |          |

## 其他媒介

### 延伸系列
2021年2月17日，宣布以克雷格的妹妹傑西卡為中心的學前衍生劇正在開發中。這部新劇集名為《傑西卡的大大小小的世界》，將作為卡通頻道的Cartoonito學前的一部分播出。2022年1月19日，宣布該劇將於2023年首播
2022年10月，華納兄弟探索宣布將把衍生劇第一季削減一半。2023年7月，宣布除《Cartoonito》外，該系列示將作為卡通頻道常規節目的一部分播出。該劇於2023年9月20日先睹為快，並於2023年10月2日正式首播。
2023年11月，有報導稱該劇將在第一季結束後結束。

### 電影
起源電影《Craig Before the Creek》於2022年1月19日宣布，並於2023年12月11日發行數位版，並於2024年3月26日發行DVD。該電影於2024年1月13日在卡通頻道播出。電影的情節發生在該系列第一集之前。